# Trypolska Elektrownia Cieplna
Trypolska Elektrownia Cieplna (ukr. Трипільська TEC, Trypilśka TES) – elektrownia cieplna na Ukrainie, w obwodzie kijowskim, zaopatrująca metropolię i sąsiednie regiony w energię elektryczną i ciepło. Została zniszczona wskutek ataku rakietowego 11 kwietnia 2024.

## Elektrownia
Elektrownia była głównym producentem energii elektrycznej dla Kijowa i obwodu kijowskiego, a także dla obwodu żytomierskiego i czerkaskiego.

## Zniszczenie
Hala turbin i transformatory zostały zniszczone podczas rosyjskiego ataku rakietowego nad ranem 11 kwietnia 2024. Siedem pocisków zostało zestrzelonych przez obronę przeciwlotniczą, ale cztery trafiły w cel. Wybuchy wznieciły pożar, który objął inne obiekty. 
Była to ostatnia z elektrowni pod kontrolą koncernu Centrenerho. Zmijiwska Elektrownia Cieplna została zniszczona 22 marca 2024, a Wuhłehirska Elektrownia Cieplna została zajęta przez siły okupacyjne. Koncern planuje odbudowę zakładu.